# Gaultheria tenuifolia
Gaultheria tenuifolia är en ljungväxtart som först beskrevs av R. Phil., och fick sitt nu gällande namn av Herman Otto Sleumer. Gaultheria tenuifolia ingår i släktet Gaultheria och familjen ljungväxter. Inga underarter finns listade i Catalogue of Life.